# نورسک هیدرو

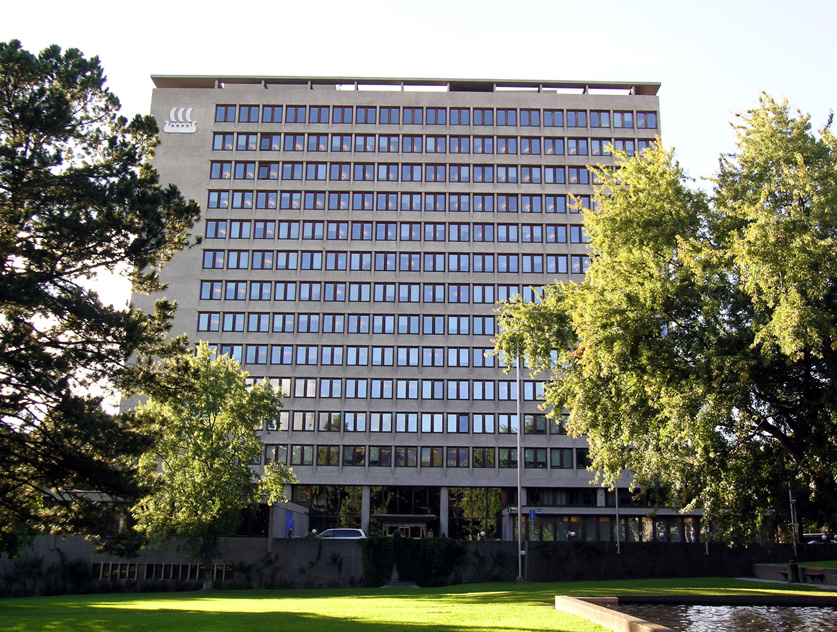
دفتر مرکزی نورسک هیدرو در اسلو

نورشک هیدرو (به نروژی: Norsk Hydro) یا نورسک هیدرو شرکت نروژی تولیدکننده آلومینیوم و انرژی‌های تجدیدپذیر است، که دفتر مرکزی آن در شهر اسلو قرار دارد.
شرکت نورشک هیدرو در سال ۱۹۰۵ توسط ساموئل ایده تأسیس شد. این شرکت در حال حاضر چهارمین تولیدکننده آلومینیوم در جهان است و در ۴۰ کشور دارای شعبه می‌باشد. دولت نروژ کنترل ۴۳ درصد از سهام شرکت نورشک هیدرو را در اختیار دارد.

## تاریخچه
شرکت نورسک هیدرو در تاریخ ۲ دسامبر ۱۹۰۵ با مشارکت خانواده والنبرگ (یکی از ثروتمندترین خانواده‌های سوئد) و چندین بانک فرانسوی و توسط ساموئل ایده تأسیس شد.
این شرکت در آغاز در زمینه تولید کودهای نیتروژنی فعالیت می‌کرد. اولین کارخانه تولیدی آن در سال ۱۹۰۷ در شهر نوتودن راه‌اندازی شد.
در سال ۱۹۴۰ با ساخت کارخانه منیزیم کربنات در شهر هرویا؛ شرکت نورسک هیدرو وارد صنعت استخراج و تولید فلزات شد.

## شرکت نفت و گاز هیدرو
نورسک هیدرو در گذشته در صنایع نفت و گاز نیز حضور داشت. پیشینه فعالیت‌های نفتی شرکت نورسک هیدرو به اواسط دهه ۱۹۶۰ میلادی باز می‌گردد، زمانی‌که این شرکت در سال ۱۹۶۵ موفق شد حق امتیاز اکتشاف نفت در میدان نفتی اکوفیسک، واقع در دریای شمال را دریافت نماید.
در سال ۱۹۶۹ "شرکت نفت و گاز هیدرو" به‌عنوان یکی از شرکت‌های زیرمجموعه از نورسک هیدرو تأسیس شد. در طول ۳ دهه بعدی شرکت نفت و گاز هیدرو همچنان به‌عنوان یک شرکت تابعه از نورسک هیدرو فعالیت خود را توسعه داد.

## خریداری ساگا پترولیوم
نورسک هیدرو در سال ۱۹۹۹ شرکت ساگا پترولیوم را خریداری کرد، سپس آن‌را با بخش نفت و گاز خود؛ شرکت نفت و گاز هیدرو ادغام نمود. ساگا پترولیوم سومین شرکت بزرگ نفتی کشور نروژ محسوب می‌شد.
این شرکت یکی از تخصصی‌ترین شرکت‌های بالادستی اروپا محسوب می‌شد، که در زمان ادغام دارای پروژه‌های زیادی در اروپا بود، که عمده تمرکز آن در نروژ و بریتانیا بود.

## ادغام با استات اویل
در ماه اکتبر سال ۲۰۰۷ شرکت نفت و گاز هیدرو که در عمل، بخش نفت و گاز نورسک هیدرو محسوب می‌شد، با شرکت نفتی استات اویل ادغام شد. شرکت تازه تأسیس؛ "استات اویل هیدرو" نام گرفت. شرکت جدید، بزرگترین شرکت نفتی نروژ بود و از لحاظ وسعت و قدرت، نفوذ زیادی در صحنه بین‌المللی پیدا کرد.
در شرکت ادغامی، سهامداران نورسک هیدرو ۳۲٫۷٪ درصد و سهامداران استات اویل ۶۷٫۳٪ درصد از کل سهام را در اختیار دارند. هر یک از سهامداران هیدرو در ازای هر سهم خود در شرکت قبلی معادل ۰٫۸۶۲۲ سهم در شرکت جدید دریافت نمودند و در ضمن همچنان به عنوان صاحبان "نورسک هیدرو" به فعالیت‌های خود در صنایع دیگر ادامه دادند.
بخش اعظم فعالیت‌های شرکت نورسک هیدرو در حوزه استخراج فلزات از معادن بوده و در هنگام ادغام با شرکت نفتی استات اویل، از مجموع ۲۰٫۰۰۰ کارمند این شرکت در حدود ۵٫۰۰۰ نفر در بخش نفت و گاز اشتغال داشتند، که به همراه کلیه تجهیزات این بخش به شرکت استات اویل پیوستند.

## آمار
در حال حاضر شمار کارکنان شرکت نورسک هیدرو بیش از ۲۳٫۰۰۰ نفر است. در سال مالی ۲۰۱۰ این شرکت درآمدی معادل ۳٫۱۸۴ میلیارد کرون نروژ را کسب نموده است، که سود خالصی برابر ۱٫۸۸۸ میلیارد کرون را عاید این شرکت نمود.

## مدیریت
از سال ۲۰۰۹ "سوین ریچارد برانتزگ" سکان رهبری این شرکت را در دست دارد. وی در حال حاضر یکی از اعضای هیئت مدیره و مدیر عامل اجرایی شرکت نورسک هیدرو محسوب می‌شود. ترجه واربرگ به‌عنوان رئیس هیئت مدیره این شرکت فعالیت می‌کند.